# Дивенка
Дивенка — река на территории России, протекает по Лужскому и Гатчинскому районам Ленинградской области.

## География и гидрология
Длина реки составляет 20 км, водосборная площадь 104 км². Высота истока над уровнем моря 98,8 метра, высота устья 73 метра.
Исток реки расположено между болотами Красный Мох и Коростонский Мох. После впадение основного правобережного притока реки Холодянки, рядом с деревней Кузнецово пересекает автодорогу «Псков» на участке Рождествено — Мшинская. Далее течёт в восточном направлении севернее деревни Большая Дивенка. Дивенка пересекает железную дорогу Лужского направления, севернее посёлка Дивенского. Устье реки находится на Орлинском озере, рядом с деревней Заозерье.

## Данные водного реестра
По данным государственного водного реестра России относится к Балтийскому бассейновому округу, водохозяйственный участок реки — Луга. Относится к речному бассейну реки Нарва (российская часть бассейна).
Код объекта в государственном водном реестре — 01030000512102000025866.